# Chrysler Sunbeam

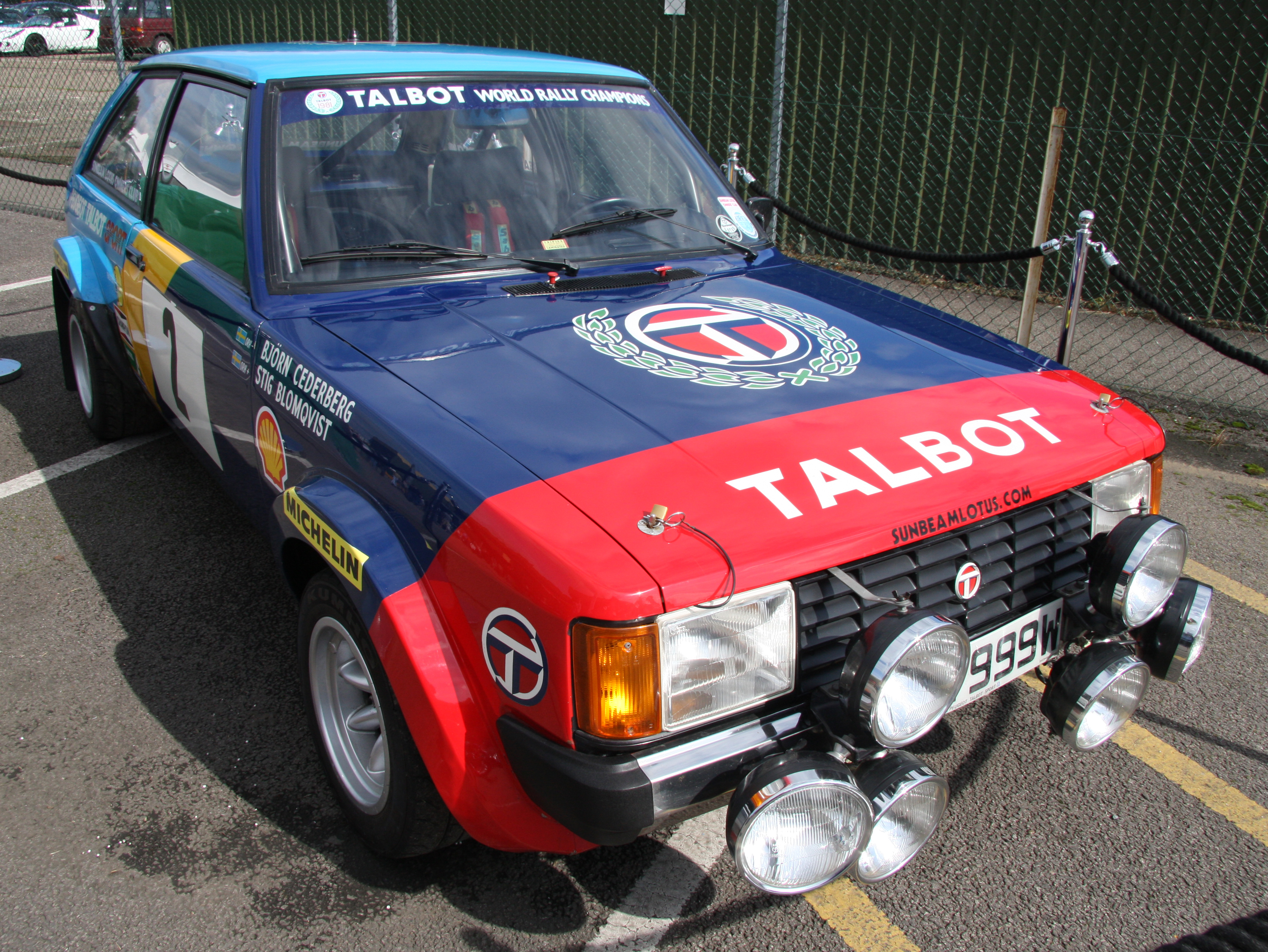
Stig Blomqvists Talbot Sunbeam Lotus.

Chrysler Sunbeam är en personbil, tillverkad av Chrysler Europe och sedan PSA Peugeot Citroën mellan 1977 och 1981.

## Sunbeam
I mitten av sjuttiotalet var den brittiska bilindustrin inne i en djup kris med ständiga konflikter hos arbetstagarna. Kunderna på hemmamarknaden hade tröttnat på usel kvalitet och opålitliga bilar och gick över till mer tillförlitliga japanska märken. British Leyland räddades från konkurs genom att brittiska staten nationaliserade företaget. Chrysler Europe gav då regeringen ett ultimatum: ”Ge oss motsvarande stöd, annars lägger vi ner fabrikerna i Storbritannien”.
Pengarna från brittiska staten användes till att ta fram en ny bil som kunde ersätta den föråldrade Hillman Imp, i väntan på att moderna Simca-konstruktioner kunde börja produceras i gamla Rootes-fabrikerna. För att snabba på utvecklingen och spara in på resurserna baserades den nya bilen till stor del på Hillman Avenger. Detta underlättade även produktionen, då bilarna tillverkades parallellt i skotska Linwood.
Chrysler Sunbeam presenterades sommaren 1977. Det forna bilmärket Sunbeam hade nu reducerats till ett modellnamn. Bilen byggde på ett kortat Avenger-chassi och var, till skillnad från de flesta konkurrenterna bakhjulsdriven. Minsta motorn kom från Imp-modellen, medan övriga maskiner hämtades från Avenger. Karossen var, trots formen och ett fällbart baksäte, ingen riktig halvkombi. Istället för en stor baklucka kunde endast bakrutan öppnas.
1979 hade PSA tagit över och döpte om bilen till Talbot Sunbeam. Samma år kom den snabba Ti-modellen, med motor från Avenger Tiger. Därefter fortsatte produktionen fram till början av 1981, då PSA stängde fabriken i Linwood och de sista brittiska bilarna försvann.

## Sunbeam Lotus
Våren 1979 introducerades Talbot Sunbeam Lotus. Lotus hade plockat ned sin egen motor och växellåda i den lilla bilen och Talbot körde med den i rally-VM. Bilen vann märkesmästerskapet 1981. Stig Blomqvist körde för Talbot 1981 och 1982.

## Motor
| Modell | Motor                   | Cylindervolym | Effekt | Bränslesystem    |
| ------ | ----------------------- | ------------- | ------ | ---------------- |
| LS     | 4-cyl radmotor SOHC     | 928 cm³       | 45 hk  | Enkel förgasare  |
| GL     | 4-cyl radmotor ohv      | 1295 cm³      | 55 hk  | Enkel förgasare  |
| GLS    | 4-cyl radmotor ohv      | 1598 cm³      | 65 hk  | Enkel förgasare  |
| Ti     | 4-cyl radmotor ohv      | 1598 cm³      | 100 hk | Dubbla förgasare |
| Lotus  | 4-cyl radmotor DOHC 16v | 2172 cm³      | 150 hk | Dubbla förgasare |